# خلیفه‌کندی (ساوه)
روستایی است از توابع بخش نوبران شهرستان ساوه در استان مرکزی ایران.
بنیان‌گذاران اولیه این روستا طایفه خلیفه لو بوده که اکنون بیشترشان به شهرهای بزرگ کوچ کرده‌اند.

## جمعیت
این روستا در دهستان بیات قرار دارد و براساس سرشماری مرکز آمار ایران در سال ۱۳۸۵، جمعیت آن ۲۷۰ نفر (۷۹ خانوار) است.
این روستا سابقه پیش از تاریخ داشته و آثار و ابزارهای دوران نوسنگی وهمچنین سفال دوره های متعدد آن در سه تپه همجوار روستا قابل مشاهده می باشد 
علت نامگذاری روستا تعلق آن به خلیفه سلطان (سلطان العلما جد اکثر سادات روستا)صدرو داماد شاه عباس کبیر می باشد .که بعنوان از جریمه سران طایفه بیات بعلت عدم حمایت از آغرلو سلطان بیات بهمراه ۳۰۰۰ هزار اسب بیاتی اخذ شده است

## آب وهوا
این روستا  سرسبز بوده و در تابستان هوای متعادل و و در زمستان هوای سردی دارد 
و میوه‌های باغ‌های آن عبارت است از گردو بادام سیب گلابی انگور ، زردآلو ، گیلاس ، تمشک و آلبالو وحشی